# LKM V 10 C
Die V 10 C ist eine schmalspurige Diesellokomotive für Werk- und Anschlussbahnen. Die Lokomotive wurde von 1959 bis 1975 in einer Serie von 496 Exemplaren im VEB Lokomotivbau Karl Marx Babelsberg (LKM) für Spurweiten von 600 bis 1067 mm gebaut.

## Geschichte
Die ab etwa 1957 gebaute Vorgängerbaureihe Ns 4 c hatte schon die Gehäuseform der V 10 C. Da bei LKM der Wunsch nach Vereinheitlichung der Baugruppen mit der regelspurigen V 10 B bestand, wurde das Innenleben der Ns 4 c überarbeitet und die V 10 C entstand.

## Technische Merkmale
In der Regel besaßen die Lokomotiven einen luftgekühlten 6-Zylinder-Dieselmotor (6 KVD 14,5 SRL, später 6 VD 14,5/12 SRL), auf Wunsch sowie in der Exportausführung verwendete man einen wassergekühlten Motor (6 KVD 14,5 SRW) aus dem VEB Dieselmotorenwerk Schönebeck. Die Kühlung des luftgekühlten Motors erfolgte über ein Axialgebläse, das über einen Keilriemen vom Motor angetrieben wurde. Über eine Gelenkwelle wirkte er auf ein mechanisches Viergang-Getriebe mit Wendegetriebe. Daran angeschlossen ist die Blindwelle, die unter dem Führerhaus sitzt. Über Kuppelstangen werden die außerhalb des Rahmens liegenden Achskurbeln angetrieben, die mit den Rädern, je nach Ausführung inner- oder außerhalb des Rahmens, verbunden sind.
Je nach Spurweite besitzt die Lokomotive einen Außen- (600–762 mm) oder Innenrahmen (900–1067 mm). Gebremst wurde in der Regel mit einer Wurfhebelbremse, auf Wunsch kam eine Druckluftbremse zum Einbau, welche entweder nur für die Lokomotive oder als durchgehende Zugbremse wirkte. Das End-Führerhaus lag hinter dem Motorvorbau. Der obere (mit Fenster) und der untere Teil der Führerstandtür konnten einzeln weggeklappt werden. Bei der Tropenausführung war das Führerhausoberteil seitlich offen. Das Führerhaus war in der Standardausführung halbisoliert, es konnte aber auch vollisoliert und mit einem zusätzlichen Dachblech gegen Sonneneinstrahlung geliefert werden. 
Für die elektrische Anlage gab es eine Lichtmaschine mit 500 W, die zwei Bleibatterien mit 12 V und 180 Ah versorgte. 

Bilder von V10C-Lokomotiven in der ganzen Welt
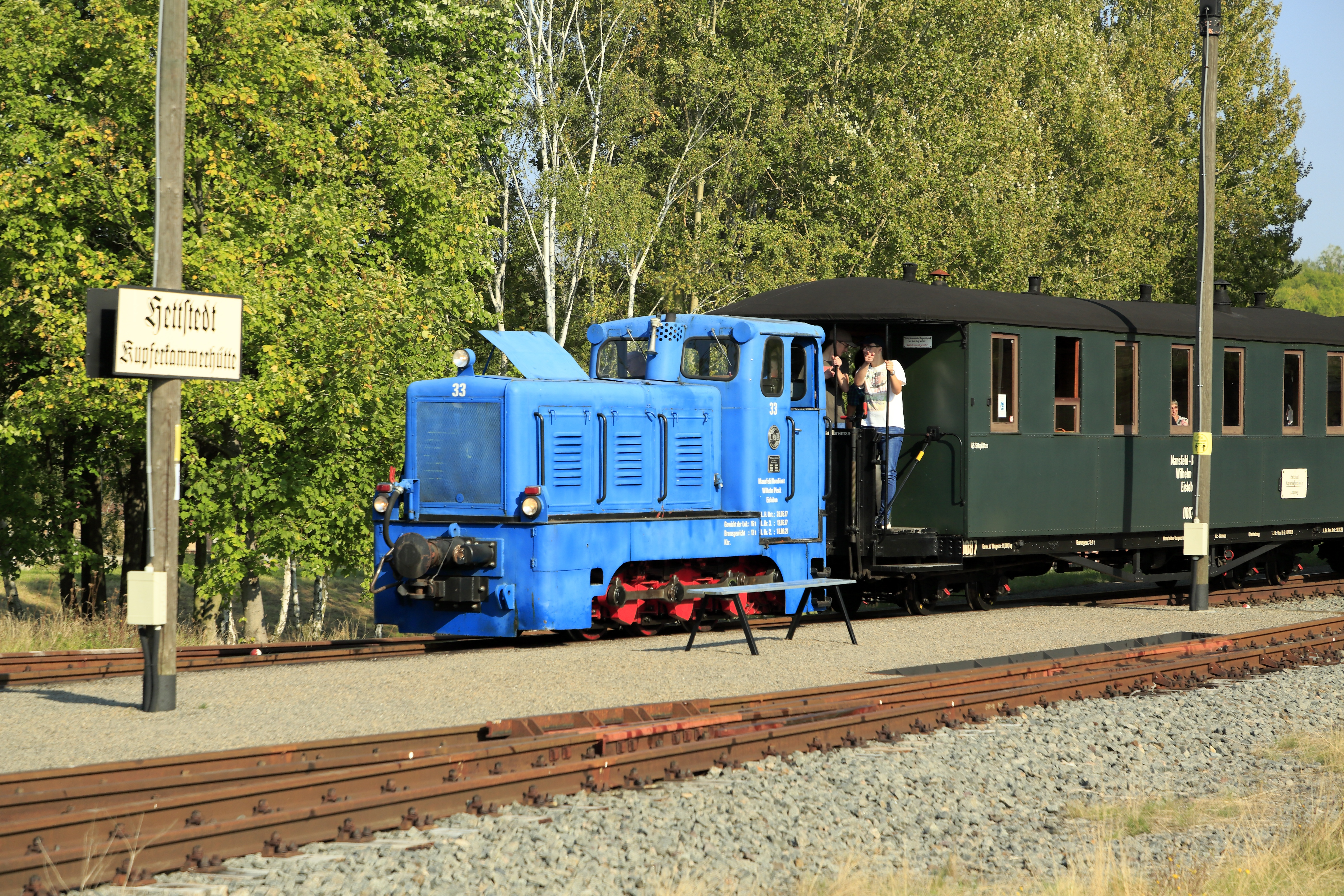
V10C 33 als Museumslok in Hettstedt Kupferkammerhütte (2021)
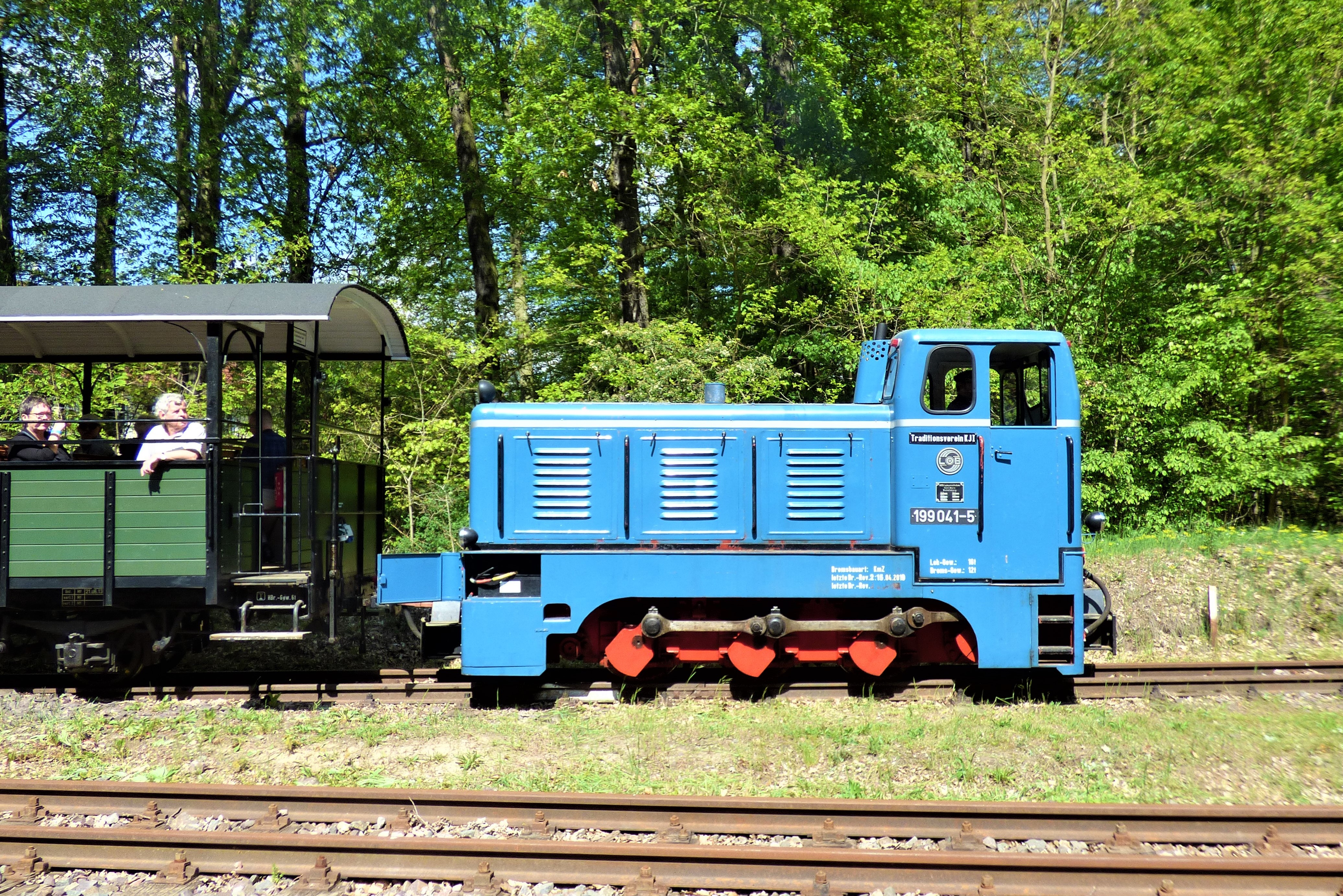
199 041-5 als Museumslok in Magdeburgerforth (2019)
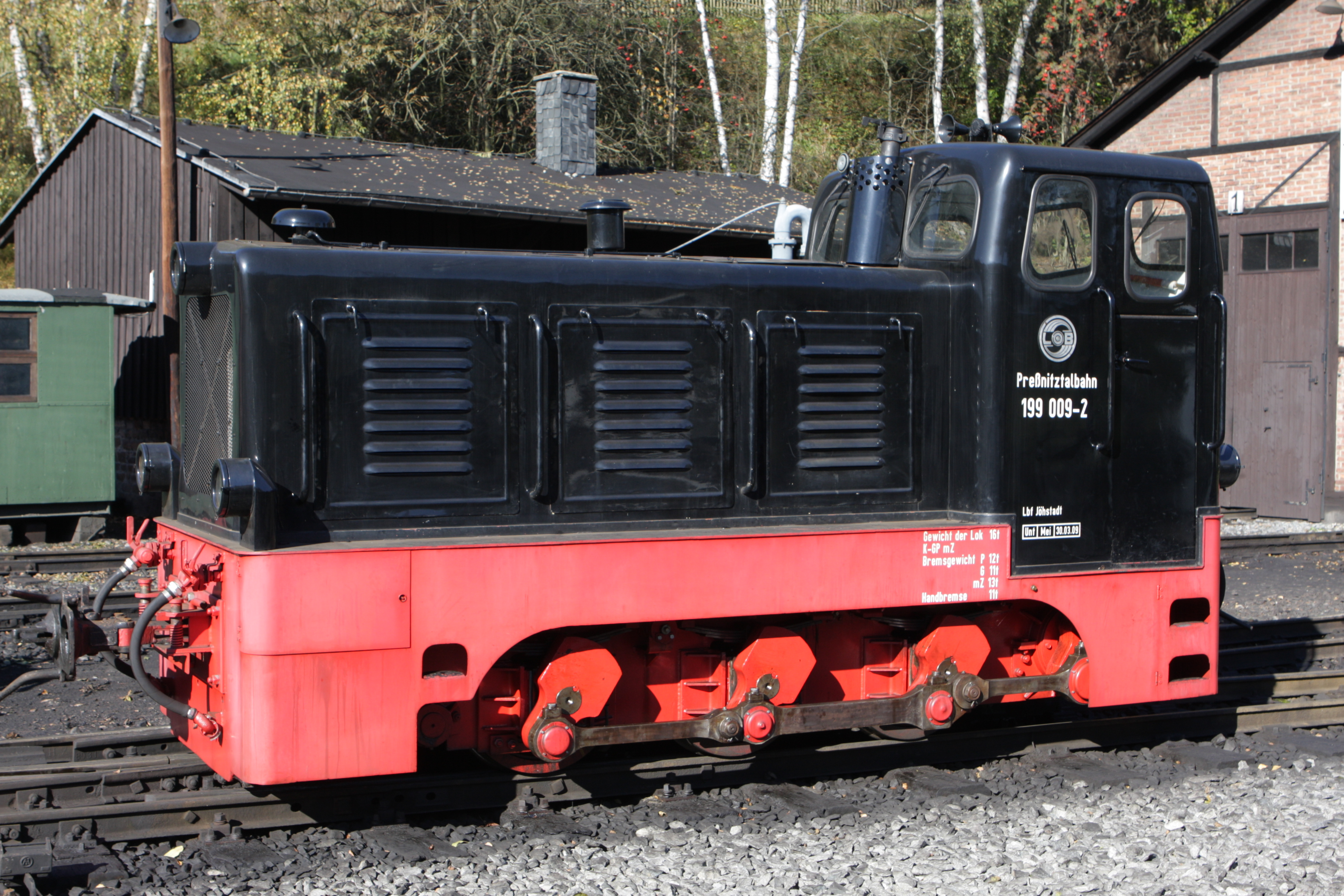
199 009-2 als Museumslok der Preßnitztalbahn in Jöhstadt (2011)
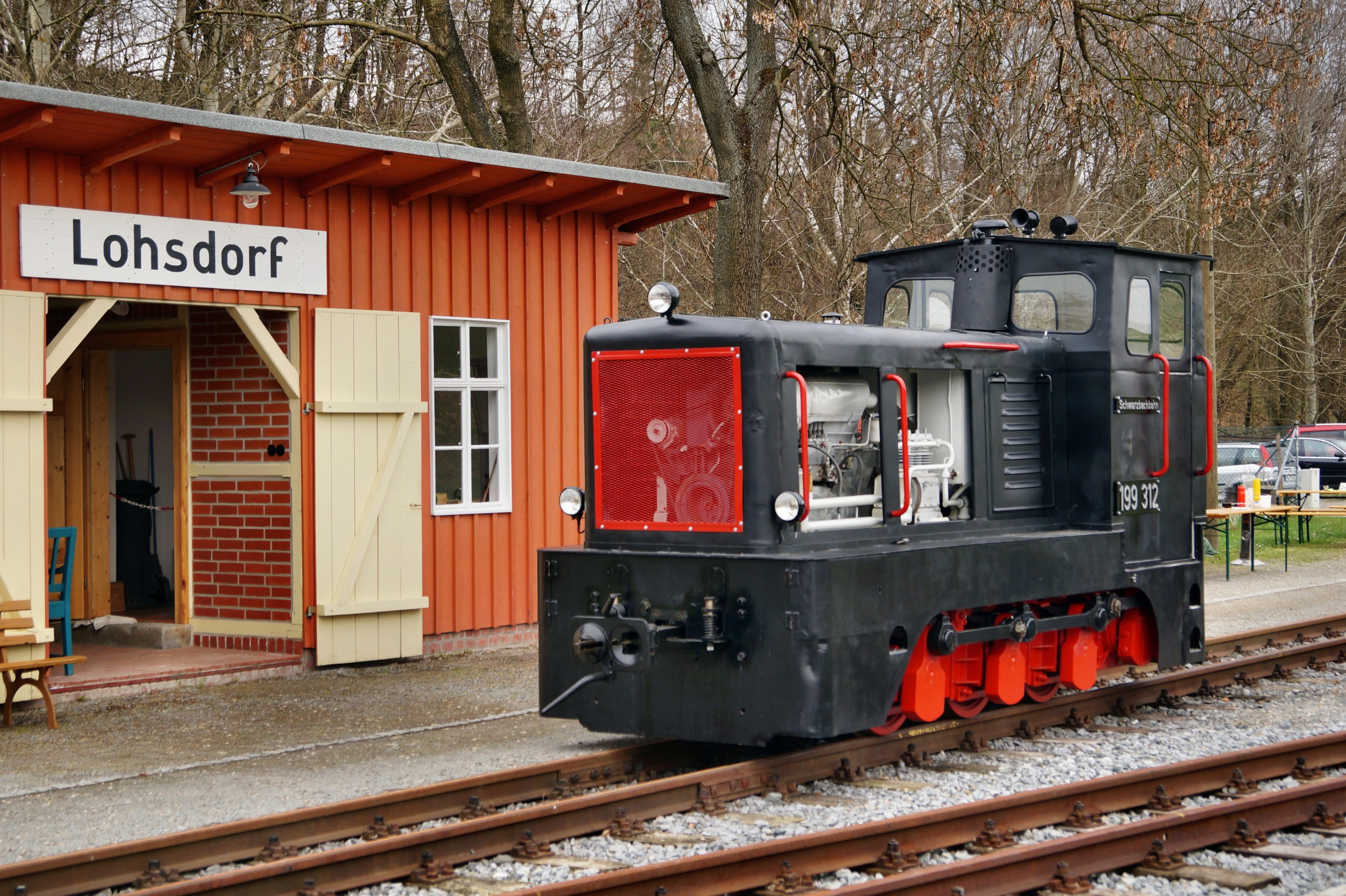
199 312 als Museumslok der Schwarzbachbahn in Lohsdorf (2013)
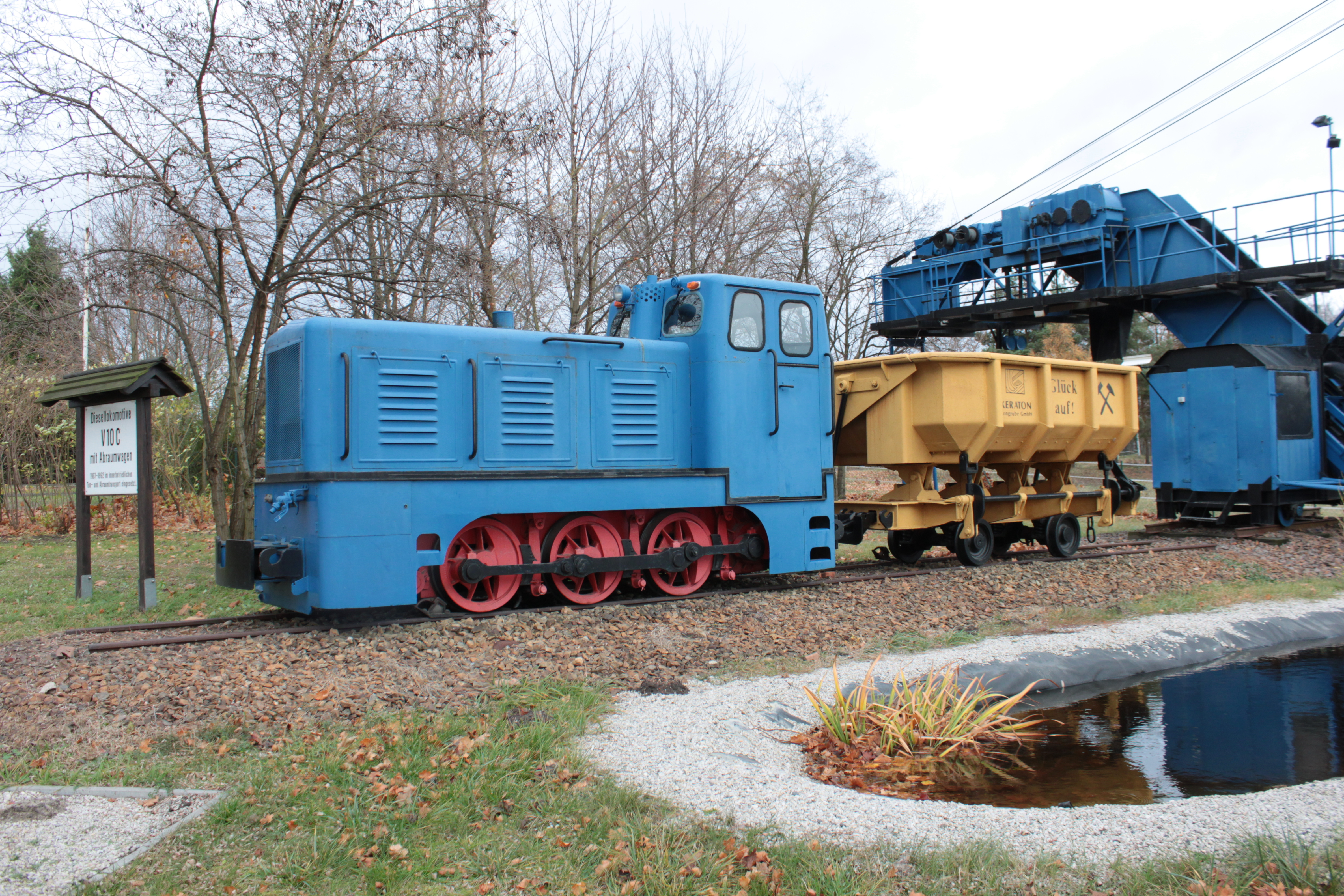
LKM 250 251 als Denkmallok am Tontagebau Plessa (2010)
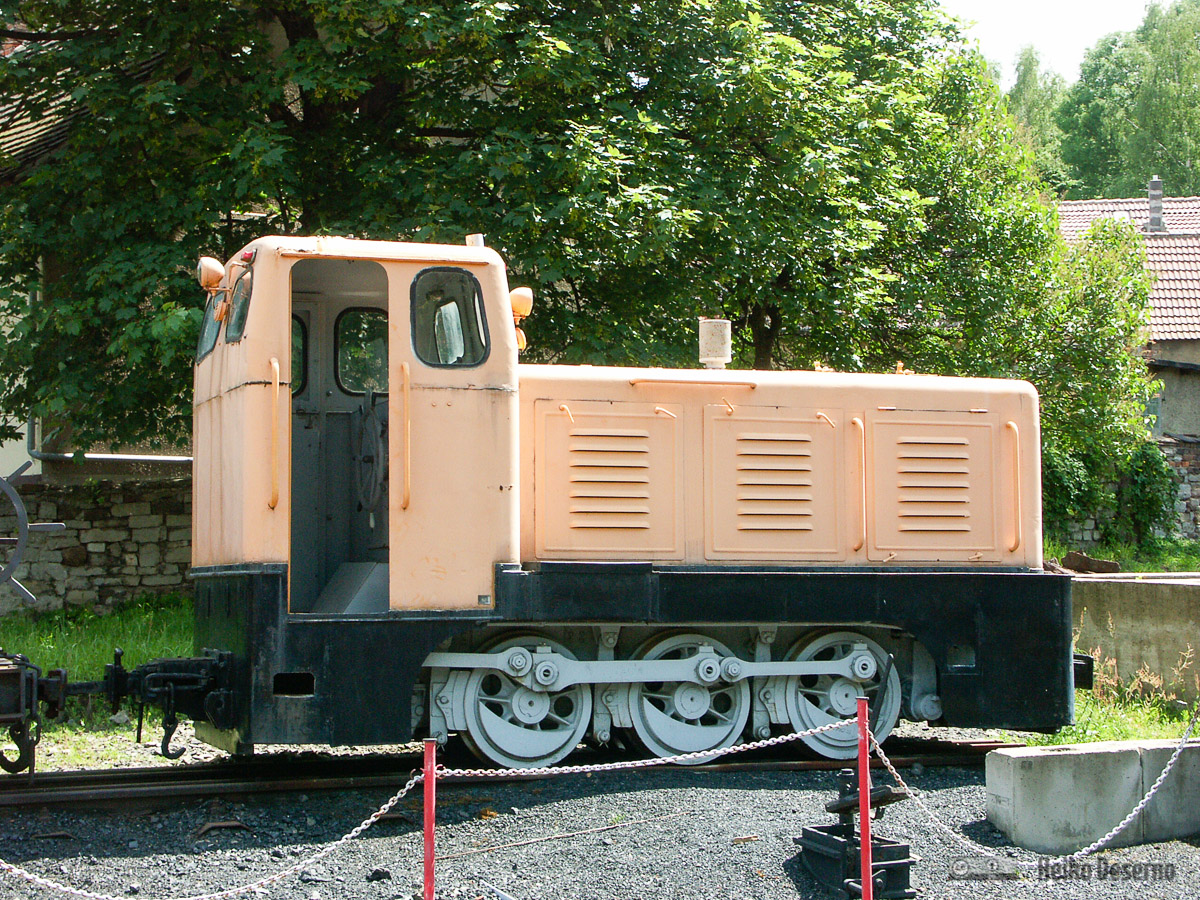
Unbekannte LKM V10C im Mansfeld-Museum in Hettstedt Burgörner (2014)
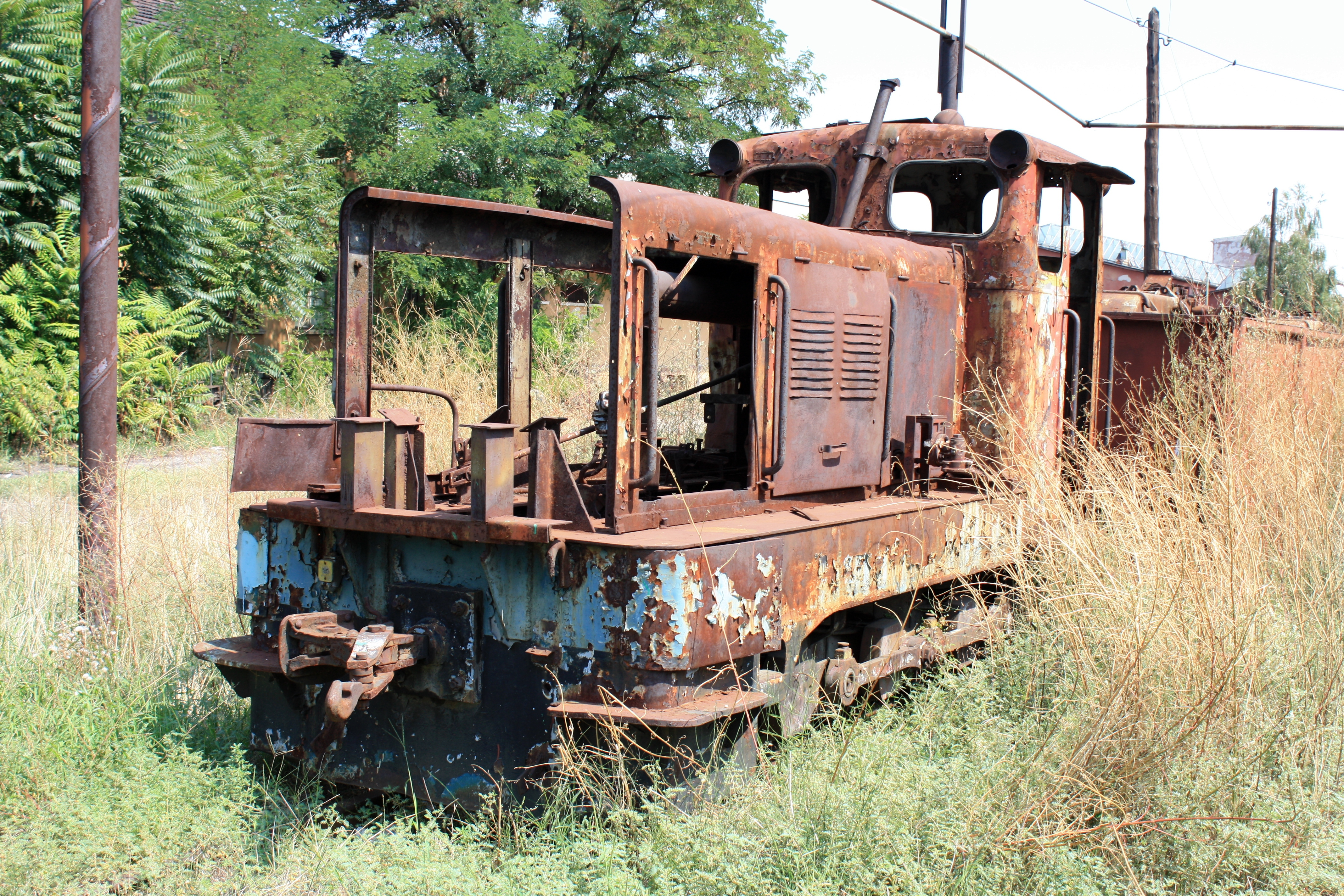
92-02 der Bulgarischen Staatseisenbahn als Ersatzteilspender in Septemwri (2015)
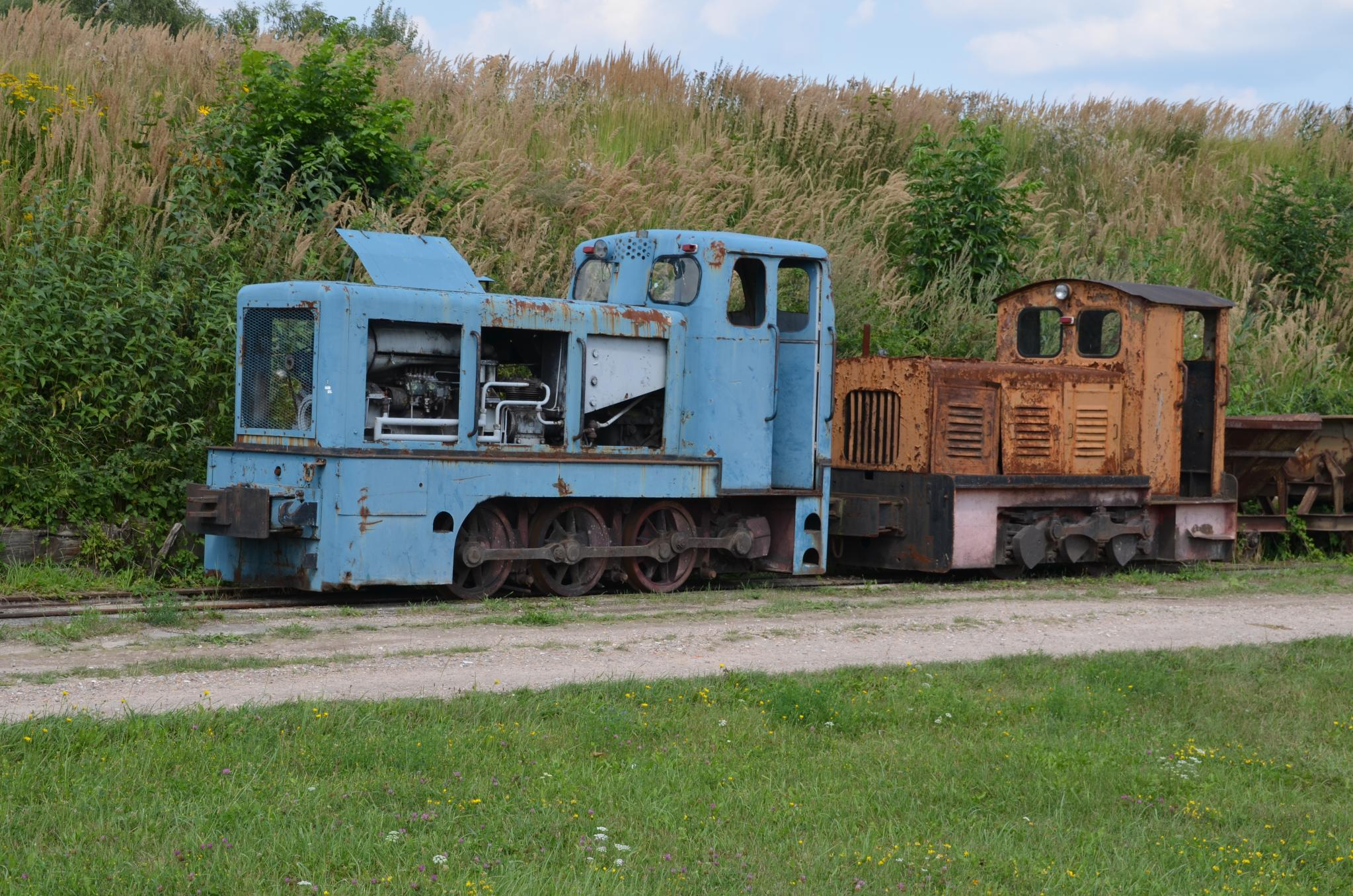
Unbekannte LKM V10C im Ziegeleipark Mildenberg (2013)
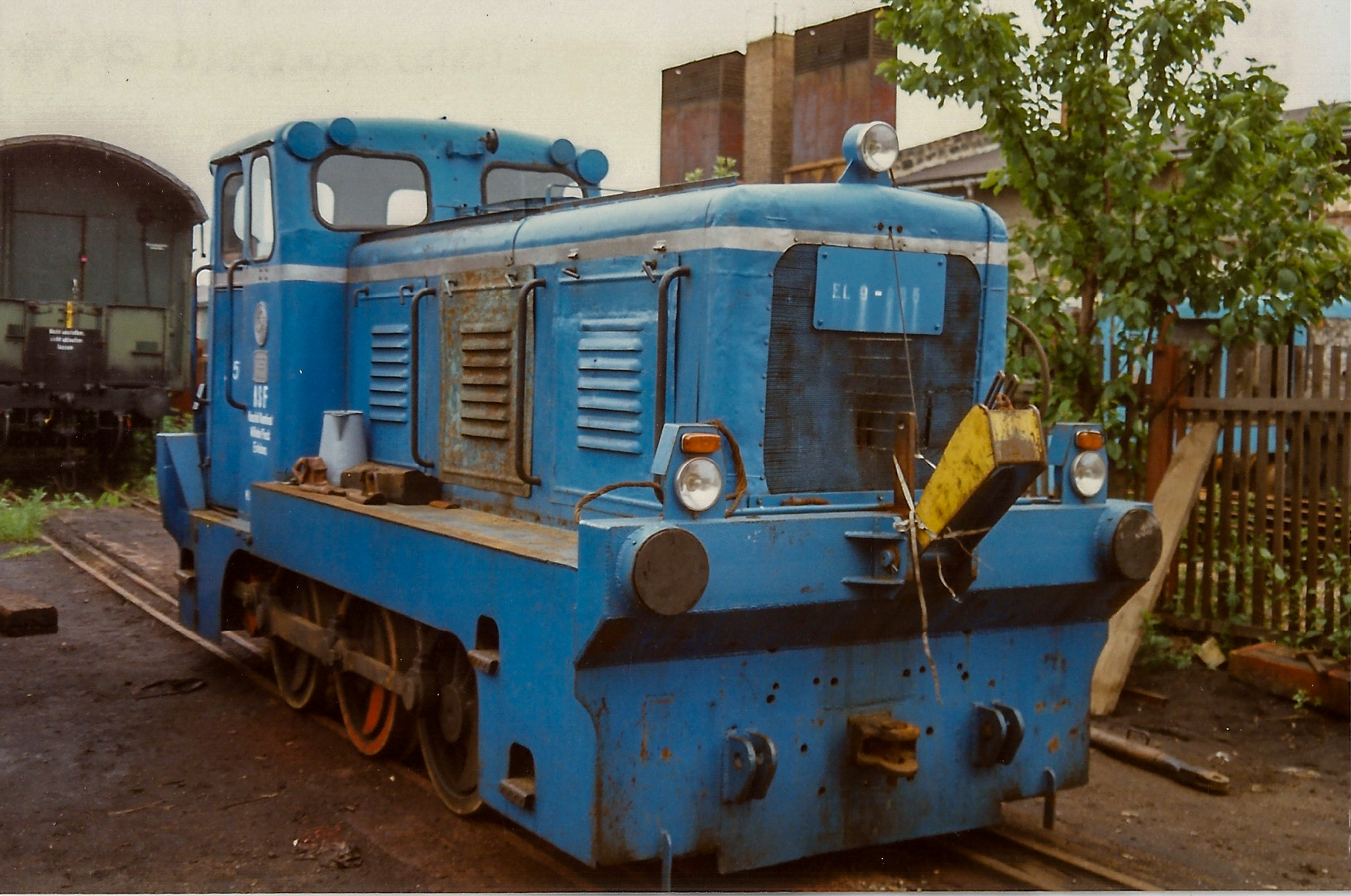
EL9-005 (LKM 250 177) der MaLoWa nach Umbau zu regelspurigem Akkuschleppfahrzeug in Benndorf (2014)